# Klossa
Klossa ist ein Ortsteil der Stadt Jessen (Elster) im Landkreis Wittenberg in Sachsen-Anhalt (Deutschland). Vor dem 1. Januar 1978 war Klossa eine eigenständige Gemeinde, danach gehörte sie zur Stadt Schweinitz (Elster).

## Geographische Lage

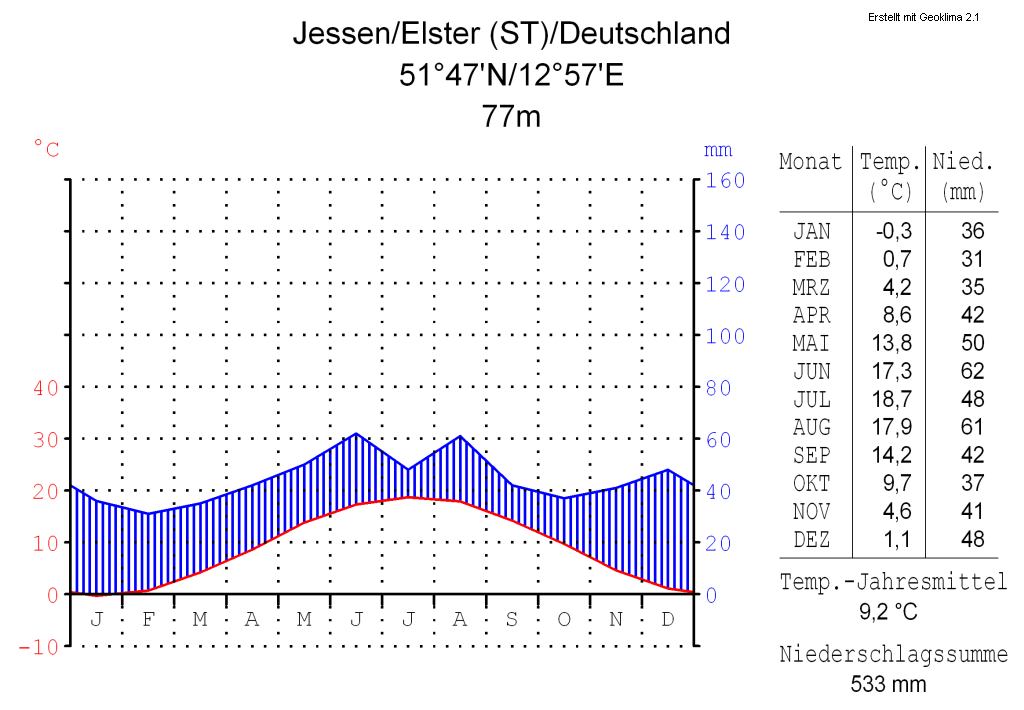

Klossa liegt an der Schwarzen Elster, ca. 35 km südöstlich der Lutherstadt Wittenberg, und etwa 15 km nordwestlich von Herzberg (Elster).

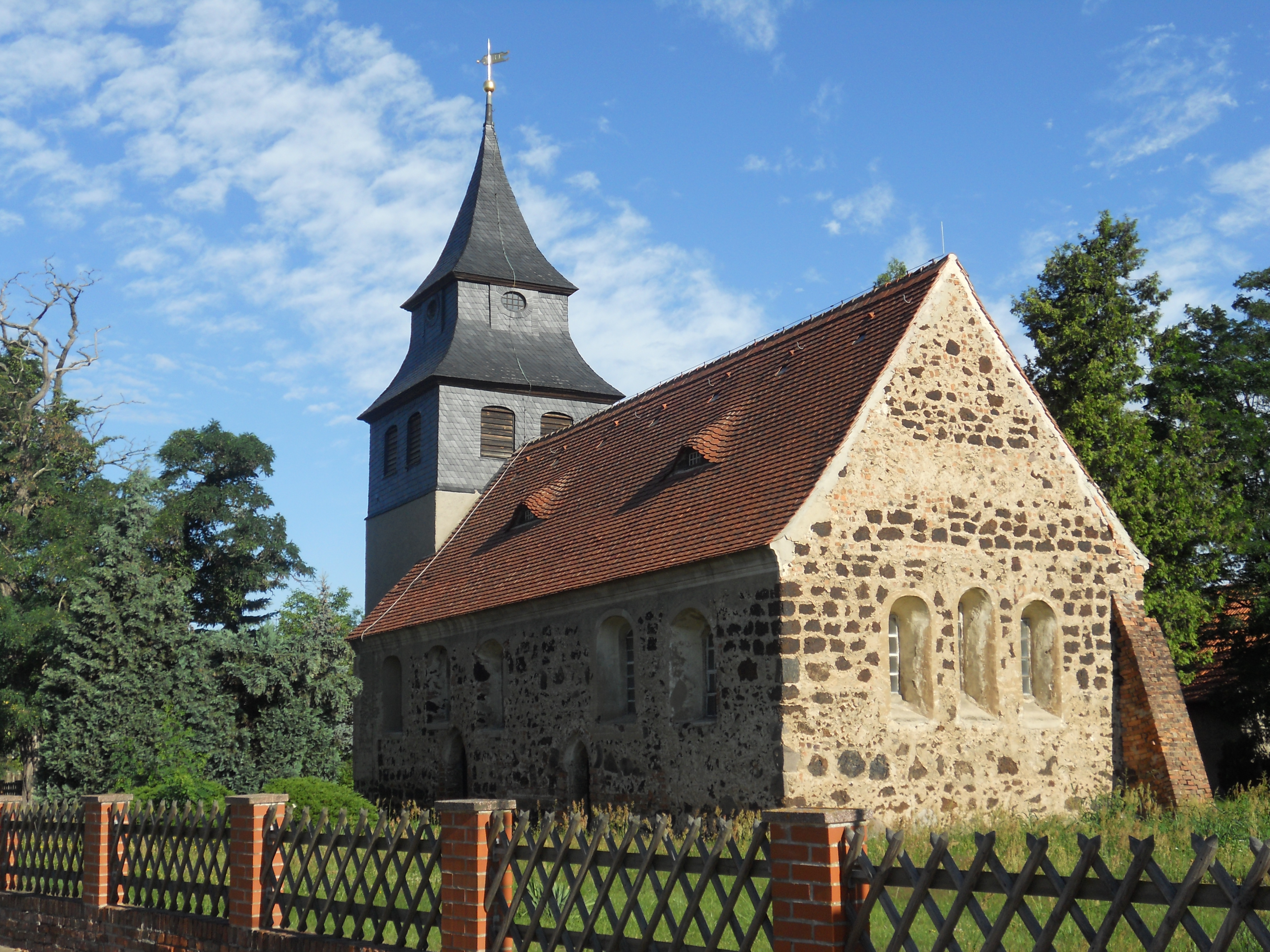
Kirche in Klossa

 Der Ort befindet sich in der kühl-gemäßigten Klimazone. Die nächsten Wetterstationen liegen westlich in Jessen (Elster) und östlich auf dem Flugplatz Holzdorf. Der Monat mit den geringsten Niederschlägen ist der Februar, der niederschlagsreichste der Juni. Die mittlere jährliche Lufttemperatur beträgt an der etwa 12 Kilometer westlich gelegenen Wetterstation Jessen 9,2 °C.

## Geschichte
Frühere Schreibweisen des 1384 erstmals erwähnten Ortes lauten Klossow, Clossow und Clohsa. Der Name ist vermutlich vom sorbischen kłos für „Ähre“ abgeleitet.
Funde aus der Zeit der Lusitzi deuten auf einen slawischen Ursprung des Ortes hin. Nach diesen Bodenfunden war das Land an der unteren Elster bereits in der mittleren Steinzeit besiedelt. Hier wurde in einer Tiefe von ca. 30 cm ein Gräberfeld aus dem 1. Jahrhundert vor Chr. gefunden.  Im Landessteuerregister von 1554 wird Klossa als Buschdorf erwähnt. Von einem großen Hochwasser der Schwarzen Elster wird bereits 1595 berichtet. Das Wasser soll eine Spanne hoch in der Kirche gestanden haben. Während des Dreißigjährigen Krieges war Klossa zeitweise vollständig entvölkert. Klossa hatte schon früher unter Hochwasser zu leiden. Schwere Hochwasser sind aus den Jahren 1818, 1838, 1845, 1926, 1927 und 1940 bekannt geworden. Die daraus folgende endgültige Begradigung der Schwarzen Elster erfolgte hier um das Jahr 1928. Als Gründungsjahr der Freiwilligen Feuerwehr Klossa wird 1879 genannt. Quelle hierfür ist ein Zeitungsartikel der Lausitzer Rundschau vom 23. September 1994. Am 23. Juli 1899 wird die Windmühle durch einen Orkan zerstört. Die Mühle wurde jedoch in den darauf folgenden Jahren wieder aufgebaut. Nach ihrer Demontage und dem Verkauf im Jahr 1985 ist sie heute als Technisches Denkmal in Werder (Havel) zu besichtigen. Im Jahr 1924 wurde Klossa an die öffentliche Stromversorgung abgeschlossen. Im Ersten Weltkrieg fielen zehn Einwohner Klossas, aus dem Zweiten Weltkrieg kehrten 16 Einwohner des Ortes nicht zurück. Am 8. Mai 1954 wurde die Brücke der Freundschaft über die Schwarze Elster nach Mönchenhöfe dem Verkehr übergeben. Die Brücke musste jedoch einige Jahre später aufgrund von Baumängeln gesperrt werden und wurde daraufhin wieder abgerissen. Klossa wurde am 1. Januar 1978 nach Schweinitz eingemeindet. Nach der Eingemeindung von Schweinitz nach Jessen ist Klossa seit dem 1. Januar 1993 ein Stadtteil der Stadt Jessen.

## Kultur und Sehenswürdigkeiten

### Bauwerke
Die in der zweiten Hälfte des 13. Jahrhunderts erbaute, und unter Denkmalschutz stehende Dorfkirche. Die kleine Saalkirche mit einem geraden Ostabschluss und dem eingestellten Westturm besteht aus Raseneisenstein, und wurde in den Jahren 1910 und 1911 umgebaut.

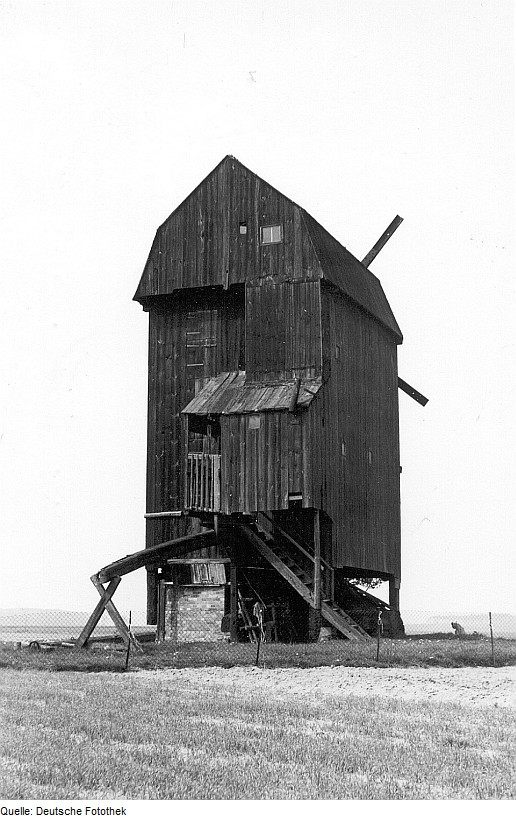
Bockwindmühle in Klossa

## Freizeit und Tourismus
An Klossa führt der etwa 108 Kilometer lange Schwarze-Elster-Radweg entlang. Der seit dem Jahr 2000, und in den Anfängen mit dem Dorffest zusammen durchgeführte Klossaer Pferdetag. Die Veranstaltung wird seit dem Jahr 2004 als eigenständige Veranstaltung durchgeführt, und findet regional großen Anklang. Für das kulturelle Leben im Ort sind der örtliche Heimatverein sowie die Freiwillige Feuerwehr des Dorfes verantwortlich.

## Landschaft
Klossa liegt direkt an der Schwarzen Elster. Etwa fünf Kilometer flussaufwärts befindet sich die Annaburger Heide. Diese wird vorwiegend militärisch als Truppenübungsplatz aber auch forstwirtschaftlich genutzt. Die Altarme der Schwarzen Elster besitzen aus Sicht des Naturschutzes eine besondere Bedeutung. Bei diesen Gewässern handelt es sich auf dem Gebiet von Klossa um den immer noch gut zu erkennenden alten Flussverlauf der Schwarzen Elster vor deren Begradigung.

## Wirtschaft und Infrastruktur
Durch den Ort führt die Kreisstraße 2219, welche diesen mit der B187 in Schweinitz verbindet. Die wichtigsten Arbeitgeber in der näheren Umgebung sind der 8 km entfernt gelegene Flugplatz Holzdorf, die in Annaburg befindliche Annaburger Nutzfahrzeug GmbH sowie die in Mönchenhöfe  ansässige Agrargenossenschaft Holzdorf / Elster.

## Bildung
Die Schüler des Ortes werden zurzeit in die Grundschule Schweinitz eingeschult. In Jessen befindet sich als weitere Bildungseinrichtung eine Sekundarschule die den Status einer Ganztagsschule hat. Ebenfalls in Jessen besteht die Möglichkeit ab der 5. Klassenstufe das Gymnasium zu besuchen. Die nächstgelegenen Kindertagesstätten befinden sich in Holzdorf sowie in Annaburg. Seit dem Schuljahr 2011/2012 besteht außerdem die Möglichkeit, Kinder in die Evangelische Grundschule Holzdorf einschulen zu lassen.

## Medien
Als regionale Tageszeitung erscheint die Mitteldeutsche Zeitung mit einer Auflage von circa 205.000 Exemplaren. Kostenlos erscheinen wöchentlich die Anzeigenblätter Wochenspiegel  und Super Sonntag. Monatlich gibt die Stadt Jessen das  Amtsblatt der Stadt Jessen  heraus.